# Успенский монастырь (Тула)
Успенский монастырь — упразднённый женский православный монастырь в Туле.

## История
Основан на площади в «деревянном городе» Тулы, рядом с Тульским кремлём. Точная дата основания неизвестна. В «Выписи с строенных Тульских книг» строителя тульского посада стольника Трофима Хрущева Успенский монастырь упоминается эта обитель под 1649 годом; В Писцовой книге 1685 года при описании «деревянного города» в Туле сказано: «Монастырь девичий Успения Пречистой Богородицы, строенье Государя Царя и Великого Князя Алексея Михайловича…», который подарил монастырю Евангелии 1657 года. Учитывая, что царь Алексей Михайлович вступил на престол в 1645 году, можно предположить, что монастырь выстроен между 1645 и 1649 годами. Территория под монастырь была небольшой: имелось 2327 квадратных саженей.
В 1657 году по ходатайству царского духовника протоиерея Лукьяна Кирилловича обитель получила ренту («ругу») из таможенных доходов казны и в этот год монастырь населяло 50 стариц и служка.
В XVII веке монастырь был обнесён каменной оградой с четырьмя каменными башнями (в одной из них находилась Успенская часовня). Древнейший деревянный Успенский храм был уже в XVII веке заменён каменным. По переписи 1715 года в монастыре было 40 монахинь.

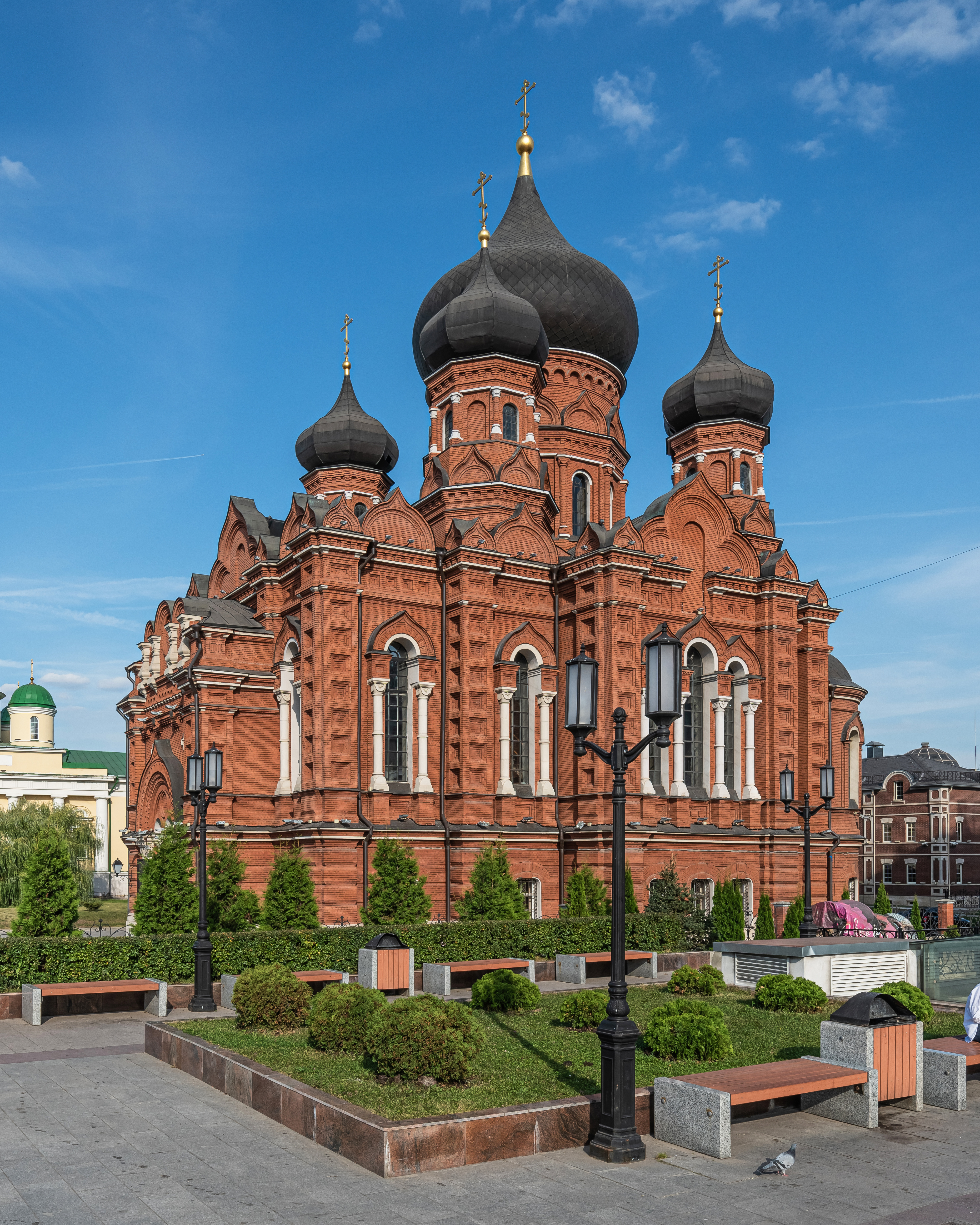
Успенский собор

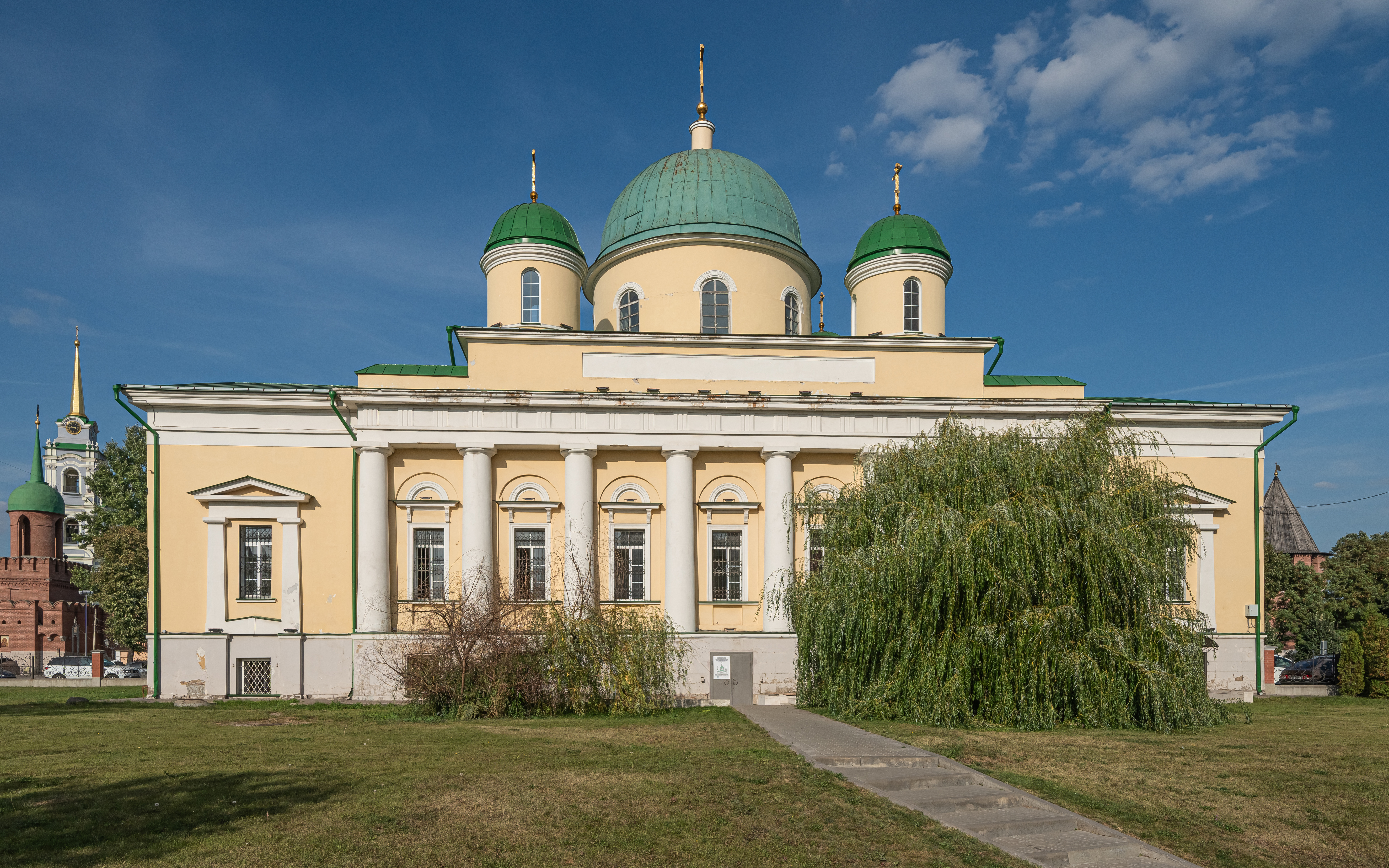
Спасо-Преображенский собор

В 1723 году к монастырю отошёл приходской храм св. Николая Чудотворца (известный под названием «Никола на площади»).
Во второй половине XVIII века Успенская церковь была разобрана. Императрица Екатерина II Алексеевна выделила в 1791 году средства на возведение новой каменной церкви Успения, вместо обветшалой. В 1792 году за счёт государственной казны попечением Тульского губернатора Андрея Ивановича Лопухина на её месте построен новый Успенский храм. Дочь губернатора Варвара Лопухина в 1818 году поступила послушницей в монастырь. В 1791 году в монастыре была построена колокольня.
Примерно в 1830—1845 годах на месте обветшавшего храма св. Николая Чудотворца выстроен двухэтажный пятикупольный храм Преображения Господня с шестью престолами (в стиле классицизма, по проекту архитектора В. Ф. Федосеева — ученика К. И. Росси).
В 1856 году в монастыре была выстроена новая колокольня — над северными вратами, в стиле классицизма. На колокольне было семь колоколов, самый большой весил 77 пудов 9 фунтов. Во втором ярусе колокольни была устроена небольшая Знаменская церковь (освящена в 1856 году), которая имела вход из дома настоятельницы.
В 1857 году снова перестроен Успенский храм. До 1864 году монастырь имел земли в Алексинском и Венёвском уездах, в 1864 году монастырю взамен этих земель выделены земли в Богородицком уезде, близ села Дедилово: мельницу, пахотной земли — 99 десятин, леса — 27 десятин, под постройками — 2 десятины, сенных покосов — 35 десятин. На монастырских землях не только трудились, но и направлялись туда в летнее время для поправки здоровья.
Для размещения келий в 1875—1876 годах к монастырю присоединены: с южной стороны Городской переулок, подаренные потомственным почётным гражданином Добрыниным два смежных с тем переулком усадебные места, приобретено у губернского секретаря Н.Н. Тимофеева усадебное место.
В 1884 году выстроена Никольская часовня (вместо прежней деревянной). В 1895 году в монастыре устроен, через подсоединения к городскому водопроводу, монастырский водопровод. В этом же году в монастыре числилось 400 монашествующих женщин.
В 1901 году в монастырь поступило пожертвование в 2000 рублей от императора Николая II Александровича.
В 1899—1902 годах на месте прежнего Успенского храма по проекту губернского инженера Э. В. Скавронского возведён сохранившийся до нашего времени Успенский собор в русском стиле. В нижнем этаже располагалась трапезная церковь с престолом во имя Марии Магдалины и св. Пантелеимона, в верхнем — три престола во имя Успения Богородицы, иконы Божией Матери «Неопалимая Купина» и преп. Александра Свирского. Храм освящён митрополитом Питиримом 24 октября 1902 года.
В 1909 году верхний этаж Успенского собора был расписан художниками школы В. М. Васнецова и М. В. Нестерова. Часть росписей представляет собой повторение фресок Владимирского собора в Киеве. Слева от входа в храм помещена табличка: «Сей святый Соборный храм благоукрасися стенным писанием во едино 1909-е лето, с благословения Преосвященейшаго Парфения епископа Тульскаго и Белевскаго тщанием настоятельницы сего монастыря игумении Магдалины и благотворителей».
В 1894 году при монастыре открылась церковно-приходская школа. В ноябре 1901 года приют для воспитания девиц духовного звания подвергся пожару, но на пожертвования сгоревший корпус был восстановлен и освящён 15 ноября 1902 года. В 1910-е годы в монастыре было до 400 насельниц. При монастыре имелось две каменные часовни: Успенская в юго-восточной башне и Никольская по линии северной стена монастырской ограды, между главными воротами и кельями настоятельницы. Часовни содержались на добровольные пожертвования.
В конце 1921 года Успенский монастырь закрыт. Были уничтожены Знаменская церковь, колокольня, стены и башни, большинство монастырских корпусов, некрополь. Спасо-Преображенский в советское время использовался как склад, потом как здание морской школы, Успенский собор — как хранилище Государственного архива Тульской области.
В 1974 году Спасо-Преображенский храм получил статус памятника архитектуры федерального значения. В 1980-е годы отреставрированы отдельные части фасада Успенского собора. В 1991 году он также получил статус архитектурного памятника федерального значения.
В настоящее время оба храма переданы церкви.

## Настоятельницы монастыря
Большинство игумений захоронены на территории не сохранившегося монастырского некрополя
| Года правления       | Чин      |            | Примечания |
| -------------------- | -------- | ---------- | --- |
| 1657—1662            | Игуменья | София      | |
| 1680                 | Игуменья | Анисия     | |
| 1700                 | Игуменья | Марфа      | |
| 1703                 | Игуменья | Евфросиния | |
| 1708, 1715, 1721     | Игуменья | Митрополия | |
| 1739                 | Игуменья | Анфиса     | |
| 1765—1774            | Игуменья | Маргарита  | |
| 1779, 1781           | Игуменья | Евгения    | |
| 1783                 | Монахиня | Александра | Вероятно, что была назначена временно, до утверждения официальной игуменьи, просила духовную консисторию средства на починку иконостаса и фундамента церкви Николая Чудотворца. |
| 1791                 | Игуменья | Тавифа     | При её правлении монастырские врата под колокольней устроены в готическом стиле из резного железа, подаянием заводчика Ивана Баташева. |
| 1808                 | Игуменья | Епафродита | Казначей |
| 1821—1844, 1848—1859 | Игуменья | Клавдия    | В миру Екатерина Ордина. |
| 1860—1864            | Игуменья | Виталия    | В миру Варвара Васильева, казначей (1857). |
| 1864—1869            | Игуменья | Макария    | В миру Серафима Болотникова |
| 1869                 | Игуменья | Агния      | В миру Мария Теплова. Основоположница всех благотворительных и просветительных заведений монастыря, при ней организовано при настоятельских келиях непрерывное денно-нощное чтение псалтыри и молитвенного поминовения благотворителей, устроила в 1884 году монастырский хутор для лечения слабых здоровьем монастырских сестёр. |
| 1869—1897            | Игуменья | Магдалина  | При ней организовано по субботам поминовение усопших игумений, монахинь, послушниц, благодателей и благотворителей, в схиме Феодосия. |
| 1897—1909            | Игуменья | Магдалина  | В миру Мария Максимовна, казначей (1896). |
| 1909                 | Игуменья | Херувима   | В миру Вера Кирсанова |